# 佐古吉浦
佐古 吉浦（さこ よしうら）は、日本の神職。宇津神社宮司。諱の表記は𠮷浦、芳浦とも。
妻しづとの間に多くの子を儲けた。明治40年（1907年）には長女幸嬰（）が、明治45年（1912年）には五男利正（）が生まれている。
宇津神社に奉職し、昭和27年（1952年）、日本が連合国軍最高司令官総司令部から独立を果たしたことを記念して「夏の子供祭」を創始した。また、麻里布町の本町敬老會顧問に就任している。

### 書籍出典
1. ↑  『神道人名辞典』昭和61年版, p. 451.
2. ↑  『神道人名辞典』昭和30年版, p. 237.
3. ↑  『戦後神道界の羣像』, p. 519, 「佐古幸嬰」.
4. ↑  『戦後神道界の羣像』, p. 303, 「佐古利正」.
5. ↑  『道徳教育の方針』, p. 162.

### ウェブサイト出典
1. ↑  “宇津神社”.  山口県神社庁. 2024年2月16日時点のオリジナルよりアーカイブ。2023年2月16日閲覧。